# Isöleden
Isöleden är en allmän färjeled mellan Isön och Norderön i Östersunds kommun. Tillsammans med Håkanstaleden och bron mellan Isön och fastlandet utgör Isöleden en genväg över Storsjön i Jämtland. Leden drivs av Trafikverket och är avgiftsfri. Linfärjan Fröja tar 42 personbilar och 148 passagerare. Bilfärjan M/S Hymer är reservfärja.
Vintertid, då isen lagt sig, dras färjeförbindelsen in, och en isväg dras mellan de två färjelägena. Under vissa perioder när det är för mycket is för färjan och för lite för isväg är sträckan helt avstängd för biltrafik.